# Black Parade (utwór Beyoncé)

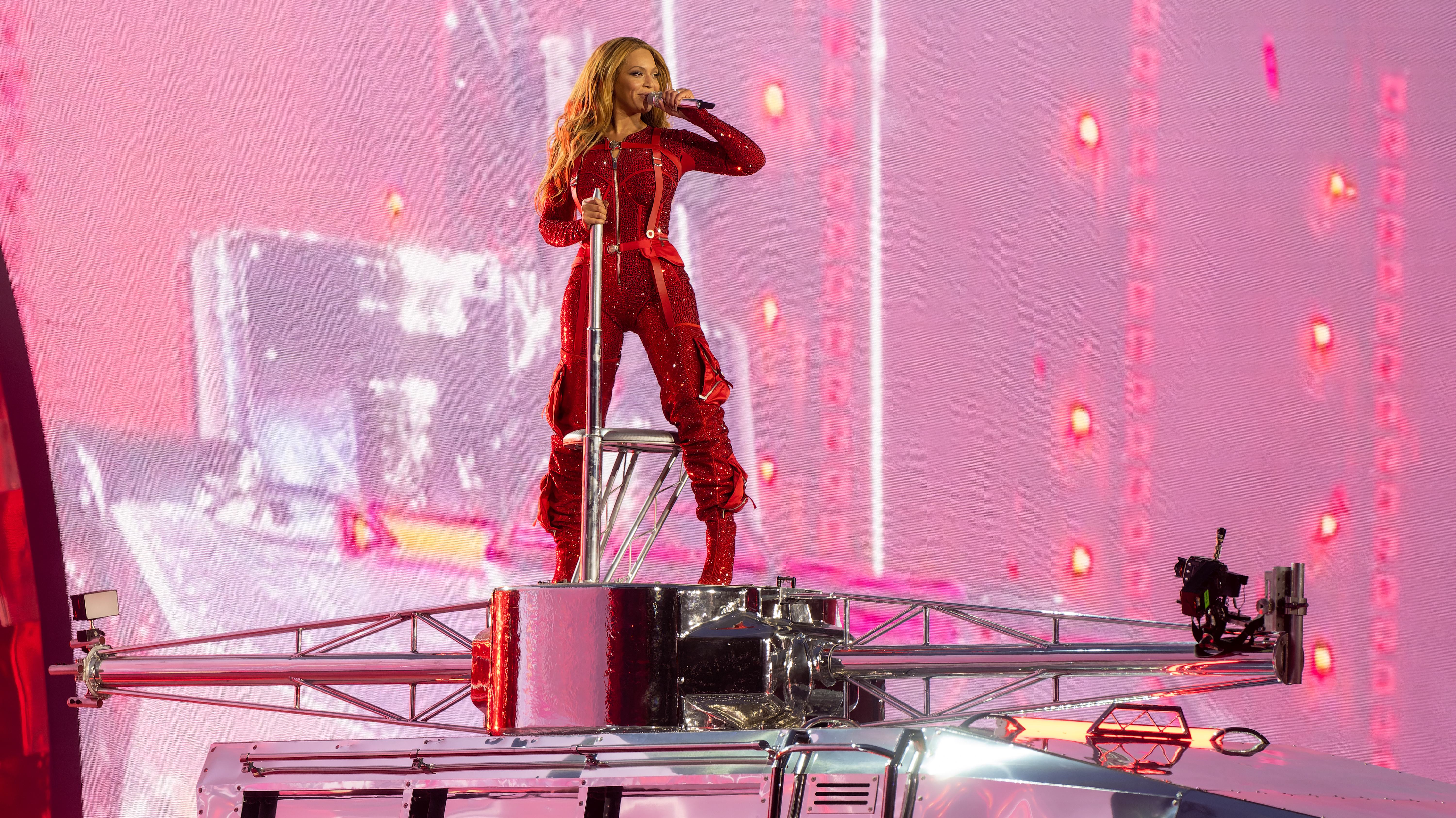
Beyoncé wykonująca piosenkę „Black Parade” podczas Renaissance World Tour

Black Parade – utwór amerykańskiej wokalistki Beyoncé, wydany jako singiel 19 czerwca 2020, na cześć Juneteenth, czyli święta przeciwko rasizmowi i upamiętnienia końca niewolnictwa w Stanach Zjednoczonych.
Piosenka została wyprodukowana przez Beyoncé i Dereka Dixie w następstwie zabójstwa George’a Floyda i protestów, które po nim nastąpiły. Utwór otrzymał pozytywne recenzje od krytyków oraz pojawił się na liście Billboard Hot 100. Dodatkowo był on nominowany do nagrody Grammy w czterech kategoriach (w tym Nagranie roku oraz Piosenka roku), zdobywając jedną statuetkę. Rozszerzona wersja piosenki została wykorzystana w napisach końcowych filmu Beyoncé Black Is King oraz znalazła się w albumie piosenkarki The Lion King: The Gift. 

## Tło i wydanie
Kilka dni po morderstwie George’a Floyda Beyoncé w mediach społecznościowych wezwała fanów i obserwujących do podpisania petycji „Sprawiedliwość dla George'a Floyda”. 14 czerwca 2020 wystosowała list otwarty do prokuratora generalnego Kentucky Daniela Camerona, w którym zwróciła uwagę na brak aresztowań w sprawie Breonny Taylor, nieuzbrojonej czarnoskórej kobiety, która została śmiertelnie postrzelona przez policję podczas snu we własnym domu w marcu 2020. To właśnie te wydarzenia oraz masowe protesty po zabójstwie Floyda zainspirowały piosenkarkę do napisania piosenki „Black Parade”. Podczas swojego przemówienia podczas przyjęcia nagrody Grammy za najlepszy występ R&B, Beyoncé powiedziała:

„Jako artysta uważam, że moim zadaniem i nas wszystkich jest odzwierciedlanie czasów. To był tak trudny czas, więc chciałem podnosić na duchu, zachęcać i celebrować pięknych ciemnoskórych królów i królowych, którzy inspirują mnie i cały świat”.

Utwór definiowany jest gatunkowo jako pop z elementami Hip-hopu oraz R&B. Autorami tekstu są: Beyoncé Knowles-Carter (również producent) , Derek James Dixie (również producent), Akil King, Brittany Coney, Denisia Andrews, Kim Krysiuk, Rickie Tice oraz Shawn Carter. Mark Savage z BBC News opisał tekst utworu jako „potężny o czarnej historii, brutalności policji i protestach George'a Floyda”. 
Singiel został wydany 19 czerwca 2020 roku, jako upamiętnienie 155. rocznicy Juneteenth. Piosenka została wykorzystana w napisach końcowych filmu Black Is King i zawarta w dołączonej edycji deluxe albumu The Lion King: The Gift. Cały dochód z piosenki jest przeznaczony na fundusz BeyGOOD Black Business Impact Fund, fundusz założony przez Beyoncé, który wspiera małe firmy należące do osób czarnoskórych w potrzebie.

## Odbiór

### Reakcja krytyków i wykresy
Singiel zdobył bardzo pozytywne recenzje. Nina Corcoran z Consequence of Sound określiła „Black Parade” jako „aktualną i poruszającą”, chwaląc „uroczystą mieszankę” różnych gatunków muzycznych i teksty. Idolator uznał ten utwór za „jedną z najlepszych piosenek roku”, a Mike Wass napisał: „Jest rzeczą oczywistą, że „Black Parade” jest doskonała i wymaga pełnej uwagi”. Tygodnik Time pochwalił utwór i uznał go za jeden z najlepszych w czerwcu 2020. 
Jessica McKinney w artykule dla Complex Networks pochwaliła energię Beyoncé, zauważając, że Beyoncé „wychodzi z bramy, rapując rytmicznie”, jednocześnie śpiewając. Patrick Johnson z Hypebeast pochwalił „niesamowity, podnoszący na duchu wokal” Beyoncé w utworze. Jon Pareles z The New York Times opisał utwór jako ambitny.
„Black Parade” zadebiutował na liście Billboard Hot 100 w USA, zajmując 37. miejsce. Piosenka zadebiutowała na pierwszym miejscu listy Digital Song Sales z 18 000 sprzedanymi egzemplarzami, stając się dziewiątym numerem jeden Beyoncé na liście i pierwszym solowym numerem jeden od czasu „Single Ladies (Put a Ring on It)”.
| Autor       | Lista                                                                          | Miejsce | Przypis |
| ----------- | ------------------------------------------------------------------------------ | ------- | ------- |
| Complex     | Najlepsze piosenki 2020 roku                                                   | 19      | [ 21 ]  |
| Consequence | 50 najlepszych piosenek 2022 roku                                              | 13      | [ 22 ]  |
| Glamour     | „63 najlepsze piosenki 2020 roku, które uczyniły naszą codzienność łatwiejszą” | 4       | [ 23 ]  |
| iHeartRadio | „30 piosenek, które sprawiły, że poczuliśmy coś w 2020 roku”                   | 3       | [ 24 ]  |
| Stereogum   | 40 najlepszych piosenek pop 2020 roku                                          | 23      | [ 25 ]  |
| Billboard   | 100 najlepszych piosenek 2020 roku                                             | 38      | [ 26 ]  |

### Nagrody i nominacje
| Rok  | Nagroda                 | Kategoria                                | Rezultat  | Przypisy |
| ---- | ----------------------- | ---------------------------------------- | --------- | -------- |
| 2020 | Soul Train Music Awards | Piosenka roku                            | Nominacja | [ 27 ]   |
| 2020 | Soul Train Music Awards | The Ashford & Simpson Songwriter's Award | Nominacja | [ 27 ]   |
| 2021 | Grammy Award            | Nagranie roku                            | Nominacja | [ 28 ]   |
| 2021 | Grammy Award            | Piosenka roku                            | Nominacja | [ 28 ]   |
| 2021 | Grammy Award            | Best R&B Performance                     | Wygrana   | [ 28 ]   |
| 2021 | Grammy Award            | Best R&B Song                            | Nominacja | [ 28 ]   |
| 2021 | NAACP Image Awards      | Wybitna piosenka Soul/R&B                | Nominacja | [ 29 ]   |
| 2021 | NAACP Image Awards      | Wybitna artystka                         | Wygrana   | [ 29 ]   |